# Sãotoméärla
Sãotoméärla (Motacilla bocagii) är en mycket liten tätting i familjen ärlor som enbart förekommer på ön São Tomé i afrikanska Guineabukten.

## Utseende och läten
Sãotoméärla är en mycket liten (10 centimeter lång), långbent och kortstjärtad skogslevande fågel. Huvudet är mörkbrunt med ett mycket svagt streck bakom ögat. Haken är blekare, ryggen mörkbrun och undersidan orangebrun. Vingarna är även de mörkbruna, med svarta handpennor och orangebrunkantade tertialer. Näbben är lång och tunn, benen långa och ljusa. Lätena är tunna men vidljudande: tseeeep och tsuuit.

## Utbredning och systematik
Fågeln återfinns enbart lokalt i skogar på ön São Tomé i Guineabukten, och där endast i södra och centrala delarna. Den behandlas som monotypisk, det vill säga att den inte delas in i några underarter.

### Släktskap
Sãotoméärlan placerades tidigare i sångarna intill långnäbbarna i släktet Macrosphenus, som nu först till familjen afrikanska sångare (Macrosphenidae). Genetiska studier visar dock förvånande nog att den är just en ärla och förs därför numera till släktet Motacilla.

## Levnadssätt
Fågeln återfinns i fuktiga skogar, framför allt i områden med stenblock där den födosöker efter invertebrater på marken. Tidigare trodde man att den enbart förekom i låglänta skogar och nära vatten, men den har sedermera även påträffats i branta bergsskogar över 1300 meter över havet långt från vatten.

## Status
IUCN kategoriserar arten som sårbar. Världspopulationen uppskattas till endast mellan 250 och 1000 vuxna individer, men beståndet är stabilt och den upplevs som relativt vanlig i rätt levnadsmiljö.

## Namn
Fågelns vetenskapliga artnamn hedrar den portugisiske ornitologen José Vicente Barboza du Bocage (1823-1907).